# Marcus Ceionius Varus
 (mai 2016).
Marcus Ceionius Varus (fl. 284-285) était un homme politique de l'Empire romain.

## Vie
Fils d'un Ceionius et de sa femme Flavia Postumia Varia et petit-fils maternel de Titus Flavius Titianus et de sa femme Postumia Varia. Son père était l'arrière-petit-fils paternel de Marcus Ceionius Silvanus.
Il était préfet de l'urbs à Rome en 284/285.
Il s'est marié avec Rufia Procula, fille de Gaius Rufius Proculus et de sa femme Publilia. Ils ont eu deux fils et une fille : Gaius Ceionius Rufius Volusianus ; Ceionius Proculus ; et Ceionia Marina, femme de Crepereius Amantius, vir consularis, les parents de Amantia Marina, femme d'Antonius Marcellinus.